# Zeugma (Sprache)
Ein Zeugma (altgriechisch ζεῦγμα ‚Joch‘, wörtlich ‚das Zusammengespannte‘, Plural „Zeugmata“) ist eine rhetorische Figur als Form der Brachylogie.

## Zeugma im einen Sinne
In dem einen Sinne besteht die Wortfigur darin, dass in Satzverbindungen das den einzelnen Sätzen gemeinschaftliche Verb nur einmal gesetzt wird. Beispiele sind:

“Vicit pudorem libido, timorem audacia, rationem amentia.”

„Die Begierde besiegte die Scham, die Verwegenheit die Furcht, der Wahnwitz die Vernunft.“

„Der See kann sich, der Landvogt nicht erbarmen.“

Unter Zeugma versteht man auch diejenige Figur, die herkömmlich die Bezeichnung Syllepse trägt. Ein traditionelles Beispiel für eine Syllepsis ist:

„Die Augen des HERRN sehen auff die Gerechten / Vnd seine Ohren auff jr schreien.“

Hier deckt das Verb „sehen“, das seinem eigentlichen Sinn nach nur zum ersten Satzglied passt, zugleich das weggelassene sinnverwandte „hören“ ab. Andere Übersetzungen wählen hier allerdings entweder ein neutrales Verb („merken auf“, Luther (revidierter Text 1984); „achten auf“, Zwingli) oder zwei („sehen“, „hören“, Einheitsübersetzung); im hebräischen Urtext steht überhaupt kein Verb (hebräisch עֵינֵ֣י יְ֖הֹוָה אֶל־צַדִּיקִ֑ים וְ֜אָזְנָ֗יו אֶל־שַׁוְעָתָֽם ʿênê YHWH ʾel-ṣaddîqîm wəʾāzənāyw ʾel-šawʿāṯām).
Ähnlich Lukas, Evangelium 15,25: «ἤκουσεν συμφωνίας καὶ χορῶν» (deutsch: „er hörte Musik und Tanz“).

## Zeugma im anderen Sinne
Im modernen Sinne meint man mit dem Begriff Zeugma oft überhaupt nur noch die Syllepsis, wobei man hierunter eine unlogische, sprachwidrige Verbindung zweier oder mehrerer Ausdrücke durch Einsparung eines logisch notwendigen Satzglieds versteht (vgl. dagegen das Beispiel im obigen Teil). Herbeigeführt wird diese Figur vielfach durch ein polysemes Verb, das zugleich zu den verschiedenen Ausdrücken in unterschiedlicher Bedeutung zu verstehen ist.
Es erscheint damit als beabsichtigtes Wortspiel meist in der Form, dass zwei Substantive ironisch oder satirisch durch ein Verb verbunden sind, das für den einen Fall konkrete, für den anderen übertragene Bedeutung hat.
Typische Situationen, die das Kreieren eines Zeugmas erlauben, sind:
- Ein Verb kann in mehreren zusammengesetzten Verben oder allein auftreten („heißen“, „willkommen heißen“). Ein Zeugma dieser Art ist der Satz „Ich heiße Heinz und Sie herzlich willkommen!“ (im Sinne von „Mein Name ist Heinz und ich begrüße Sie herzlich!“)
- Ein Verb kann mit unterschiedlichen Partikeln auftreten wie in „Er trat die Tür ein und den Rückweg an“.
- Ein Verb besitzt für sich allein trotz identischer Syntax unterschiedliche Bedeutungen wie in „Er schlug die Scheibe und den Weg nach Hause ein“.

Der sogenannte Zeugma-Test wird eingesetzt, um Vagheit einerseits und Polysemie/Homonymie andererseits zu unterscheiden: Das Zustandekommen eines Zeugma-Effekts bei Weglassen eines scheinbar nur wiederholenden Ausdrucks ist für Polysemie und Homonymie charakteristisch.

## Zitate
„Ich heiße nicht nur Heinz Erhardt, sondern Sie auch herzlich willkommen.“

„Ich fror vor mich hin, denn nicht nur meine Mutter, auch der Ofen war ausgegangen“

“[…] Mi hanno appena regalato un distillato di inenarrabile vetustà. Perché non fa un salto su da me? Ho dei bicchieri di carta e il pomeriggio libero.

È uno zeugma, osservai.

No, un bourbon imbottigliato, credo, prima della caduta di Alamo.”

„[…] Gerade hat mir jemand ein Destillat von unsäglichem Alter geschenkt. Wie wär’s, wollen Sie nicht auf einen Sprung mit raufkommen? Ich habe Pappbecher und den Nachmittag frei.

Das ist ein Zeugma, bemerkte ich.

Nein, ein Bourbon, ich glaube aus der Zeit vor dem Fall von Alamo.“

“The life of a family! — my uncle Toby would say, throwing himself back in his arm chair, and lifting up his hands, his eyes, and one leg.”

„Das Leben einer Familie! – sagte dann mein Onkel Toby, warf sich in seinen Lehnstuhl zurück und erhob seine Hände, seine Augen und ein Bein gen Himmel.“

„Ich gehe aus, Baptist! Vor allem davon, dass Sie mir auf meine Talerchen achten!“